# Манастир Решковица
Манастир Решковица је српски православни манастир који се налази недалеко од места Ждрело, код Петровца на Млави. Припада Браничевској епархији Српске православне цркве.
Манастир има има три храма у изградњи, постављених на спрат један изнад другог, а посвећених Светим Апостолима, Светој Екатарини и Светој Тројици. На путу према Горњаку, пре уласка у Горњачку клисуру, још издалека се види недавно обновљени манастир Светих апостола Петра и Павла, сада посвећен Светој Тројици.

## Историја
Манастир се налази у селу Ждрелу. Само пар километара даље, по валовитом и шумовитом терену, аутомобилом или пешице, долази се у малу котлину, окружену брдима. На месту, непогрешиво изабраном по захтевима оног времена за српски православни манастир, са речицом Орешковицом што извире недалеко одатле, окружен стрмим и шумовитим падинама брда, налазе се остаци некада чувеног манастира Орешковице.
Према народном предању, а и неким историјским потврдама, саградио га је кнез Лазар. Манастир је био посвећен светој Тројици, па се у старим записима помиње као светотројички или троицки. Лековит извор крај манастира по предању је сазидао кнез Лазар. Тај извор се налазио на седамдесетак метара северно од старе манастирске цркве. Цео манастир био је ограђен заштитним зидом чији се темељи још увек понегде назиру. Од саме цркве остало је веома мало, заправо делови зида не виши од једног метра. Види се да је била доста малих димензија, због чега неки сумњају да је то била царска задужбина, иако је познато да Лазареве цркве нису биле грандиозне грађевине, већ мале и скромне богомоље, што одликује и њега као човека и тешко време у којем је живео.
После тешких времена у којима је манастир био од 1467. године, када је привремено напуштан до 1528. године, црква је обновљена, највероватније на старим темељима. Манастир је био значајан духовни центар у време када је из духовности извирала укупна наша култура. У њему су, од краја 16. па до краја 17. века, преписиване свете књиге. Захваљујући свом географском положају, манастир се одликовао тешком приступачношћу. За доба када силнике нису могли зауставити ни најјачи одбрамбени зидови, ова чињеница је била велика предност. У Орешковици је преписано много књига,али је до данашњих дана сачуван мали број. Остале су нестале у турским паљевинама и пљачкама или у бегу од турског зулума. Манастир су Турци 1688. године опљачкали, спалили и срушили.

## Обнова
Обнављање манастира започето је 1991. године. Међутим, то није уобичајено обнављање на темељима пострадалог манастира – овде су темељи средњовековног манастира Решковице остављени по страни, а гради се на двадесетак метара северно од њих нова црква, са три нивоа, од којих су два дела под земљом (најнижи је посвећен Сабору Светих Апостола, средњи Светој Катарини Синајској, а горњи Светој Тројици).